# Scorpion (1986)
Scorpion is een Amerikaanse actiefilm uit 1986 onder regie van William Riead  met in de hoofdrol Tonny Tulleners.

## Verhaal
Geheim agent Steve Woods, codenaam "Scorpion", maakt een groep vliegtuigkapers onschadelijk. Hij krijgt de taak een van de kapers te beschermen die het met de aanklager op een akkoordje heeft gegooid om de rest van de terroristen te verraden. Bij een aanslag op hem komt de collega van Woods om het leven. Men wil Woods van de zaak halen, maar hij is vastbesloten zijn collega te wreken.

## Rolverdeling
| Acteur          | Personage      |
| --------------- | -------------- |
| Tonny Tulleners | Steve Woods    |
| Don Murray      | Gifford Leese  |
| Robert Logan    | Gordon Thomas  |
| Allen Williams  | Phil Keller    |
| Kathryn Daley   | Jackie Wielmon |
| Ross Elliott    | Sam Douglas    |
| John Anderson   | Neal G. Koch   |
| Bart Braverman  | Mehdi          |